# Ratunkalliot
Ratunkalliot är kullar i Finland. De ligger i Nousis i landskapet Egentliga Finland, i den sydvästra delen av landet, 170 km väster om huvudstaden Helsingfors.